# Deuxième invasion fatimide de l'Égypte
 (décembre 2018).
Si vous disposez d'ouvrages ou d'articles de référence ou si vous connaissez des sites web de qualité traitant du thème abordé ici, merci de compléter l'article en donnant les références utiles à sa vérifiabilité et en les liant à la section « Notes et références ».
La deuxième tentative d'invasion fatimide de l'Égypte commence en 919 après l'échec des premières incursions chiites en 914. Elle s'achève par une seconde défaite des troupes de Ubayd Allah al-Mahdi grâce à l'intervention de Mou'nis al-Muzaffar, général au service des Abbassides. 
Les armées fatimides sont menées par Al-Qaim bi-Amr Allah, fils du calife Ubayd Allah al-Mahdi. Elles atteignent Alexandrie en septembre 919, ce qui oblige le gouverneur abbasside à se retirer de la ville. Après ce premier succès, les envahisseurs s'emparent de Gizeh. Lorsque ces nouvelles finissent par atteindre Bagdad, le calife abbasside Al-Muqtadir envoie Mou'nis al-Muzaffar en Égypte afin de repousser les assaillants en décembre 919. Les ubaydites répliquent en envoyant 80 navires en renfort, cette flotte qui rejoint Alexandrie est commandée par Soulaymane al-Khadim et Ya'qub al-Koutami. Les abbassides, quant à eux, déploient 25 navires de guerre en provenance de Tarse. Les deux flottes finissent par se rencontrer et se livrent une violente bataille navale pour le contrôle de la ville de Rosette. Cet affrontement s'achève par une victoire abbasside qui permet la capture de Ya'qub al-Koutami et Soulaymane al-Khadim, ce dernier meurt en prison tandis que Ya'qub réussit à prendre la fuite et à regagner l'Ifriqiya. Mou'nis al-Muzaffar, quant à lui, parvient également à mettre en déroute l'armée terrestre d'Al-Qaim bi-Amr Allah qui est obligé de se replier vers Mahdia à la suite des maladies ravageant son camp.